# Junto Nakatani
Junto Nakatani (中谷潤人, Nakatani Junto, nacido el 2 de enero de 1998) es un boxeador profesional japonés. Ha ostentado campeonatos mundiales en tres categorías de peso diferentes, incluido el título de peso mosca de la OMB entre 2020 y 2022, el título de peso supermosca de la OMB en 2023 y actualmente es el campeón de peso gallo del CMB desde febrero de 2024.

## Carrera profesional

### Inicios
Nakatani hizo su debut profesional el 26 de abril de 2015, logrando una victoria por nocaut técnico (TKO) en el primer asalto sobre Junichi Itoga en el Industrial Hall de Gifu, Japón. Continuaría acumulando un récord de 9-0 y el JBC lo clasificó en el ranking de peso mosca luego de su victoria sobre Masamichi Yabuki.
Nakatani estaba programado para pelear contra Atiwit Munyapho el 19 de febrero de 2017, en la primera ronda del Torneo Juvenil Japonés de peso mosca. Ganó la pelea por nocaut técnico en el segundo asalto. Venció a Joel Taduran por nocaut técnico en el cuarto asalto y a Yuma Kudo por decisión mayoritaria en las siguientes dos rondas, antes de enfrentarse a Seigo Yuri Akui en la final del torneo. Venció a Akui por nocaut técnico en el sexto asalto. Además, fue nombrado MVP del torneo.
Nakatani ganó sus siguientes cuatro peleas, antes de estar programado para pelear contra Naoki Mochizuki por el título vacante de peso mosca japonés. Ganó la pelea por nocaut técnico en el noveno asalto. Se enfrentó a Philip Luis Cuerdo el 1 de junio de 2019 y ganó la pelea por nocaut en el primer asalto.
El 23 de julio de 2019, Nakatani dejó vacante el título de peso mosca japonés.
Nakatani estaba programado para pelear contra el ex campeón de peso mosca ligero de la IBF e IBO, Milan Melindo, el 5 de octubre de 2019. Venció a Melindo por nocaut técnico en el sexto asalto.

### Nakatani vs. Magramo
Nakatani estaba programado para pelear contra Giemel Magramo por el título vacante de peso mosca de la OMB el 6 de noviembre de 2020 en el Korakuen Hall. La pelea estaba originalmente programada para abril, pero debido a la pandemia de COVID-19 se pospuso y reprogramó tres veces. Nakatani entró en la pelea como favorito para ganar el título. Nakatani dominó la pelea, castigando a su oponente desde lejos y aterrizando con más poder cuando Magramo se acercó. Nakatani ganó la pelea por nocaut técnico en ocho asaltos. El árbitro detuvo la pelea al principio del round, cuando Magramo fue derribado con una combinación de golpes, aunque Magramo logró vencer el conteo.

### Nakatani vs. Acosta
Estaba previsto que Nakatani hiciera su primera defensa del título contra el ex campeón de peso mosca ligero de la OMB, Ángel Acosta, el 29 de mayo de 2021, en su Japón natal. Las regulaciones cada vez más estrictas de COVID-19 impuestas por el gobierno japonés y los problemas de viajes internacionales obligaron a posponer la pelea, y la gerencia de Nakatani anunció tentativamente la pelea para finales de mayo o principios de junio. El 26 de mayo de 2021, la OMB programó una oferta de bolsa para el 1 de junio con una oferta mínima de 80.000 dólares. Esa oferta de bolsa se canceló el 2 de junio de 2021, ya que se llegó a un acuerdo de que el promotor de Nakatani, Teiken Promotions, se encargaría de las negociaciones. La pelea estaba programada para el 10 de septiembre de 2021 en Tucson, Arizona. Nakatani ganó la pelea por nocaut técnico en el cuarto asalto. Nakatani le rompió la nariz a Acosta en el primer asalto de la pelea, y tanto el árbitro como el médico del ring advirtieron a Acosta que la pelea se detendría si su nariz sufría más daño. La pelea finalmente se detuvo cerca del final del cuarto asalto, en el minuto 2:28.

### Nakatani vs. Yamauchi
Nakatani fue reservado para hacer su segunda defensa del título de peso mosca de la OMB contra el campeón de peso mosca de Asia Pacífico de la OMB, Ryota Yamauchi, el 9 de abril de 2022. La pelea estaba programada para la cartelera de la pelea de unificación de peso mediano que enfrentaban a Ryota Murata y Gennady Golovkin y tuvo lugar en el Saitama Super Arena en Saitama, Japón. Ganó la pelea por nocaut técnico en ocho asaltos, obligando al árbitro Katsuhiko Nakamura a detener la pelea tras una ráfaga de golpes en el minuto 2:20. Nakatani lideraba las tarjetas en el momento de la detención, y los tres jueces lo tenían arriba 70–63.

### Peso supermosca

#### Nakatani vs. Rodríguez Jr.
Nakatani se enfrentó al ex retador al título súper mosca de la OMB Francisco Rodríguez Jr. en una pelea de peso súper mosca el 1 de noviembre de 2022. La pelea tuvo lugar en la cartelera de la pelea de unificación del título entre Hiroto Kyoguchi y Kenshiro Teraji. Nakatani dejó oficialmente vacante su título de peso mosca de la OMB el 27 de octubre. Nakatani ganó la pelea por decisión unánime, con puntuaciones de 98–91, 97–92 y 99–90. A Rodríguez Jr. se le descontó un punto en el séptimo asalto por asestar un golpe bajo.

#### Nakatani vs. Moloney
El 1 de enero de 2023, el organismo sancionador ordenó al actual campeón de peso súper mosca de la OMB, Kazuto Ioka, que hiciera una defensa obligatoria del título contra Nakatani. Cuando Ioka dejó vacante el título el 14 de febrero para buscar una revancha con Joshua Franco, se ordenó a Nakatani que se enfrentara a Andrew Moloney por el campeonato vacante. La pelea tuvo lugar el 20 de mayo de 2023, en el MGM Grand Garden Arena de Las Vegas, Nevada. Esa noche, Nakatani derribó a Moloney en el segundo asalto con una serie de ganchos. Nakatani anotó otra caída en el undécimo asalto, antes de anotar un nocaut con un solo golpe en el duodécimo asalto para ganar el título vacante de la OMB.

#### Nakatani vs. Cortes
Nakatani hizo su primera defensa del título supermosca de la OMB contra Argi Cortés el 18 de septiembre de 2023 en el Ariake Arena de Tokio, Japón. Ganó la pelea por decisión unánime.

## Récord profesional
| 31 Ganadas (24 KOs), 0 Derrotas |        |                         |      |               |            |                                           | |
| Res.                            | Récord | Oponente                | Tipo | Rd., Tiempo   | Datos      | Localidad                                 | Notas |
| G                               | 31-0   | Ryosuke Nishida         | RTD  | 6 (12), 3:00  | 08/06/2025 | Ariake Coliseum, Tokyo, Japón             | Retiene el título mundial de peso gallo del WBC. Ganó el título mundial de peso gallo de la IBF y el vacante de The Ring |
| G                               | 30-0   | David Cuellar Contreras | KO   | 3 (12), 2:55  | 24/02/2025 | Ariake Arena, Tokyo, Japón                | Retiene el título mundial de peso gallo del WBC.                                                                         |
| G                               | 29-0   | Petch Sor Chitpattana   | TKO  | 6 (12), 2:59  | 14/10/2024 | Ariake Arena, Tokyo, Japón                | Retiene el título mundial de peso gallo del WBC.                                                                         |
| G                               | 28-0   | Vincent Astrolabio      | KO   | 1 (12), 2:37  | 20/07/2024 | Ryōgoku Kokugikan, Tokyo, Japón           | Retiene el título mundial de peso gallo del WBC.                                                                         |
| G                               | 27–0   | Alexandro Santiago      | TKO  | 6 (12), 1:12  | 24/02/2024 | Ryōgoku Kokugikan, Tokyo, Japón           | Ganó el título mundial de peso gallo del WBC.                                                                            |
| G                               | 26–0   | Argi Cortes             | UD   | 12            | 18/09/2023 | Ariake Arena, Tokyo, Japón                | Retiene el título mundial de peso supermosca de la WBO.                                                                  |
| G                               | 25–0   | Andrew Moloney          | KO   | 12 (12), 2:42 | 20/05/2023 | MGM Grand Garden Arena, Las Vegas, Nevada | Ganó el título mundial vacante de peso supermosca de la WBO.                                                             |
| G                               | 24–0   | Francisco Rodríguez Jr. | UD   | 10            | 01/11/2022 | Saitama Super Arena, Saitama, Japón       | |
| G                               | 23–0   | Ryota Yamauchi          | TKO  | 8 (12), 2:20  | 09/04/2022 | Saitama Super Arena, Saitama, Japón       | Retiene el título mundial de peso mosca de la WBO.                                                                       |
| G                               | 22–0   | Ángel Acosta            | TKO  | 4 (12), 2:28  | 10/09/2021 | Casino del Sol, Tucson, Arizona           | Retiene el título mundial de peso mosca de la WBO.                                                                       |
| G                               | 21–0   | Giemel Magramo          | TKO  | 8 (12), 2:10  | 06/11/2020 | Korakuen Hall, Tokyo, Japón               | Ganó el título mundial vacante del peso mosca de la WBO.                                                                 |
| G                               | 20–0   | Milan Melindo           | TKO  | 6 (10), 2:02  | 05/10/2019 | Korakuen Hall, Tokyo, Japón               | |
| G                               | 19–0   | Philip Luis Cuerdo      | KO   | 1 (10), 1:23  | 01/06/2019 | Korakuen Hall, Tokyo, Japón               | |
| G                               | 18–0   | Naoki Mochizuki         | TKO  | 9 (10), 0:23  | 02/02/2019 | Korakuen Hall, Tokyo, Japón               | Ganó el título vacante de peso mosca japonés.                                                                            |
| G                               | 17–0   | Shun Kosaka             | UD   | 8             | 06/10/2018 | Korakuen Hall, Tokyo, Japón               | |
| G                               | 16–0   | Dexter Alimento         | KO   | 3 (10), 0:36  | 07/07/2018 | Korakuen Hall, Tokyo, Japón               | |
| G                               | 15–0   | Mario Andrade           | TD   | 8 (10), 0:43  | 15/04/2018 | Yokohama Arena, Yokohama, Japón           | |
| G                               | 14–0   | Jeronil Borres          | KO   | 1 (8), 1:56   | 20/01/2018 | Korakuen Hall, Tokyo, Japón               | |
| G                               | 13–0   | Seigo Yuri Akui         | TKO  | 6 (8), 2:01   | 23/08/2017 | Korakuen Hall, Tokyo, Japón               | Ganó el título inaugural de peso mosca juvenil japonés.                                                                  |
| G                               | 12–0   | Yuma Kudo               | MD   | 6             | 16/05/2017 | Korakuen Hall, Tokyo, Japón               | |
| G                               | 11–0   | Joel Taduran            | TKO  | 4 (6), 0:53   | 16/04/2017 | Messe Mie, Tsu, Japón                     | |
| G                               | 10–0   | Atiwit Munyapho         | TKO  | 2 (6), 0:43   | 19/02/2017 | Shinjuku Face, Tokyo, Japón               | |
| G                               | 9–0    | Masamichi Yabuki        | UD   | 4             | 23/12/2016 | Korakuen Hall, Tokyo, Japón               | |
| G                               | 8–0    | Daisuke Yamada          | TKO  | 1 (5), 1:40   | 13/11/2016 | Korakuen Hall, Tokyo, Japón               | |
| G                               | 7–0    | Satoshi Tanaka          | RTD  | 2 (4), 3:00   | 04/10/2016 | Korakuen Hall, Tokyo, Japón               | |
| G                               | 6–0    | Shu Muramatsu           | TKO  | 2 (4), 0:15   | 27/07/2016 | Korakuen Hall, Tokyo, Japón               | |
| G                               | 5–0    | Anirut Chomyong         | TKO  | 1 (4), 1:43   | 28/04/2016 | Korakuen Hall, Tokyo, Japón               | |
| G                               | 4–0    | Tetsuya Tomioka         | TKO  | 3 (4), 2:17   | 28/01/2016 | Korakuen Hall, Tokyo, Japón               | |
| G                               | 3–0    | Magnum Nishida          | UD   | 4             | 22/11/2015 | Shinjuku Face, Tokyo, Japón               | |
| G                               | 2–0    | Akira Kokubo            | TKO  | 4 (4), 1:06   | 17/07/2015 | Korakuen Hall, Tokyo, Japón               | |
| G                               | 1–0    | Junichi Itoga           | TKO  | 1 (4), 1:33   | 26/04/2015 | Industrial Hall, Gifu, Japón              | Debut profesional. |